# Aeroponia
A aeroponia é uma técnica de cultivo que consiste essencialmente em manterem as plantas suspensas no ar, geralmente apoiadas pelo colo das raízes, e aspergindo-as com uma névoa ou com uma massa de gotículas de solução nutritiva. O sistema permite uma enorme economia de solução nutritiva, a qual chegará às raízes das plantas altamente oxigenadas. A aeroponia difere da hidroponia por não usar a água como substrato.